# Astro Man
Pistes de First Rays of the New Rising Sun
Earth Blues
(14) In From the Storm
(16)
Astro Man est une chanson de Jimi Hendrix parue dans les albums posthumes The Cry of Love (1971), et First Rays of the New Rising Sun (1997).

## Genèse et enregistrement
La chanson Astro Man trouve son origine pendant les sessions du trio Band of Gypsys formé par Hendrix avec le bassiste Billy Cox et le batteur Buddy Miles entre octobre 1969 et janvier 1970. Jimi travaille pour la première fois la composition de la chanson lors des sessions aux Juggy Sound Studios à New York supervisées par les producteurs Alan Douglas (futur gestionnaire discographique du guitariste entre 1975 et 1995) et Stefan Bright. La chanson a depuis évolué lorsqu'elle est enregistrée lors de la session au Record Plant Studios du 7 janvier 1970 toujours avec le Band of Gypsys durant laquelle le guitariste a l'idée de l'enchaîner avec un instrumental intitulée Cherokee Mist (cette version apparait dans le bootleg officiel Burning Desire en 2006). Mais il renonce à cette idée et reprend la chanson deux semaines plus tard le 21 janvier 1970. Bien que des ajouts de guitares et de chant ont lieu durant cette séance, cette version est abandonnée et le Band of Gypsys se sépare. L'enregistrement de cette mouture n'est publiée qu'en 2000 dans le coffret The Jimi Hendrix Experience. Toutefois, Hendrix tente avec Billy Cox de retravailler certaines parties de la chanson dans son nouveau studio Electric Lady lors de la séance du 17 juin.
Insatisfait du résultat des précédentes séances, Jimi décide de tout reprendre la chanson avec Billy et le batteur Mitch Mitchell lors de la séance du 24 juin. Mais ce n'est que le lendemain que la piste de base est enregistrée avec le percussionniste Juma Sultan. La séance du 19 juillet est consacrée aux ajouts de parties de guitares et de chant par Jimi avant d'être mixée le 22 août,.

## Analyse
Astro Man date du Band Of Gypsys, mais c'est une version du nouveau groupe augmenté de Juma Sultan, au tempo plus rapide qu'on entend ici. C'est un des rares titres connus du mystérieux Black Gold évoqué par Hendrix, dont même les démos n'ont à ce jour jamais vu le jour officieusement. Les paroles sont inspirées de l'amour de Jimi Hendrix pour les Super Heroes, mais ce sont surtout les parties de guitares qui retiendront l'attention : la façon dont les riffs s'emboîtent les uns les autres en début de morceau est remarquable. Billy Cox répète ensuite une ligne de basse sur laquelle Hendrix part en solo. Le mixage de la batterie est original, avec un effet de stéréo qui donna peut-être des idées à Teo Macero pour le mixage (mais poussé à son paroxysme) du Go Ahead John de Miles Davis.
Astro Man est une chanson humoristique qui replonge son auteur dans le passé. Le héros est "un petit garçon [sorti] d'un rêve" dont "l'esprit a quitté la tête et que le vent a emporté". La mission divine qui lui est confiée est de "faire de son mieux". Un petit garçon qui a également des atouts : "il vole plus haut que cette vieille tapette de Superman" et est capable de "faire voler en éclat le reste de ton esprit". Il s'agit en effet d'un retour à l'adolescence pour Hendrix, peuplée de héros dans les magazines et les comics dont Superman ou encore Donald Duck, lui aussi cité dans la chanson.
Hendrix a chercher au début de la chanson à parodier les génériques de dessins animés. Sur une rythmique au son garage band, Jimi prend une voix de dessin animé pour annoncer qu'il "arrive pour sauver le monde". L'ambiance évoque celui des Pink Floyd à leurs débuts sans les claviers. Après une trentaine de seconde, la forme musicale bascule vers du funk rock avec une série de jeux de guitares que Jimi double en stéréo. La section rythmique est excellente et efficace grâce aux jeux du batteur Mitch Mitchell et du bassiste Billy Cox. Les refrains et les couplets sont simples et efficaces, aidés par un excellent chant de Hendrix (bien que sous-mixé) qui assure également de bonnes parties de guitares. Au milieu de la chanson, une partie instrumentale intervient dans laquelle le volume sonore diminue avant de remonter, symbolisant certainement l'envol d'Astro Man. La chanson se termine par un fondu enflammée. Sans être un chef-d’œuvre, la chanson est une bonne chanson qui dégage une énergie et une vitalité communicative.

## Personnel
- Jimi Hendrix : chant, guitares
- Billy Cox : basse
- Mitch Mitchell : batterie
- Juma Sultan : percussions
- Eddie Kramer : ingénieur du son, production, mixage